# 克利夫賽德 (北卡羅萊納州)
克利夫賽德（英語：Cliffside）是位於美國北卡羅萊納州拉瑟福縣的普查規定居民點。

## 人口
根據2020年美國人口普查的數據，克利夫賽德的面積為6.03平方千米，皆為陸地。當地共有人口530人，而人口密度為每平方千米87.89人。